# 本根康之
本根康之（1971年3月5日－）是日本电子游戏美术家、总监与制作人。他于1993至1999年间在史克威尔就职，现在Monolith Soft工作。他以参与创作时空系列、异度系列和霸天开拓史系列而知名。

## 早年生活
本根康之生于1971年3月5日。他小时候就喜欢电子游戏并玩街机格斗游戏，但却想成为自由插画师。然而在他毕业并移居东京后，他从《Gamest》杂志上看到了配有《最终幻想VI》图片的史克威尔招聘广告。因为他的设计研究使个人生活和幻想艺术兴趣联系到了一起，他决定到此公司求职。

## 职业生涯
本根在1993年以图形美工师身份加入史克威尔，并以参与创作高桥哲哉担任图形总监的《前线任务》和《时空之轮》而知名。本根之后担任史克威尔第三开发业务部的艺术总监，参与了《异度装甲》和《穿越时空》的开发。本根在1999年离开史克威尔，加入《异度装甲》总监高桥创立的新公司Monolith Soft，高桥提议本根在《穿越时空》的工作结束后再度合作。他是Monolith Soft的董事会成员，持有2,400股中的20股，同时担任图形开发部的部长。他还负责外包给其它公司图形作品。
在担任《异度传说 一章 权力意志》图形总监后，本根担任《霸天开拓史 永恒之翼》的游戏总监，这是他首次担任游戏总监，这个项目给他留下了Monolith Soft建立以来最美好的回忆。随后游戏前传《霸天开拓史 起源》发行。《龙珠改 赛亚人来袭》是本根首次担任制作人的游戏，他从游戏中获得了处理授权角色的经验。在高桥企划后来的《異度神劍》阶段，本根制作了游戏世界双神的模型，以助于像发行商任天堂解释游戏概念。本根在2011年10月分入Monolith Soft的新京都工作室。

## 个人生活
本根已婚。他喜欢旅行，爱好柔道（已经是黑带）和演奏弹拨乐器。

## 创作游戏
本根参与了以下游戏：
- 前线任务（1995年）：助理图形设计
- 时空之轮（1995年）：地图设计
- 世界之财宝（1996年）：主图形
- 异度装甲（1998年）：艺术总监、地图纹理
- 穿越时空（1999年）：艺术总监、地图绘制
- 异度传说 一章 权力意志（2002年）：艺术总监、地图设计
- 霸天开拓史 永恒之翼（2003年）：总监、艺术总监、地图绘制
- 地狱犬的挽歌 -最终幻想VII-（2006年）：特别感谢
- 霸天开拓史 起源（2006年）：总监、艺术总监、地图绘制、开场影像
- 任天堂明星大乱斗X（2008年）：冒险模式地图设计
- 龙珠改 赛亚人来袭（2009年）：制作人、艺术总监
- 異度神劍（2010年）：概念模型
- 塞尔达传说 天空之剑（2011年）：特别感谢
- 穿越领域计划（2012年）：地图图形监督
- 来吧！动物森友会（2012年）：特别感谢